# Maria Faydherbe
Maria Faydherbe (1587 — na 1633) was een Zuid-Nederlandse beeldhouwster uit Mechelen afkomstig uit de kunstenaarsfamilie Faydherbe.Ze is de oudste, bij naam bekende vrouwelijke beeldhouwer uit de Europese kunstgeschiedenis van wie werk werd overgedragen.
Maria Faydherbe was de dochter van brouwer Antoine Faydherbe en Livine Grauwels. Ze werkte samen met haar broers Hendrik en Antoon Faydherbe als beeldsnijders in Mechelen. Ze was de tante van beeldhouwer en architect Lucas Faydherbe.
Een van de weinige eigentijdse referenties aan Faydherbe is het verslag van een juridisch geschil uit januari 1633. In 1632 schreef ze een brief naar het stadsbestuur omdat ze wilde toetreden tot het Sint-Lucasgilde. Ze vond haar werk beter dan dat van sommige andere beeldsnijders in het gilde, die ze beschreef als dozijnwerckers.
Voor zover bekend is Maria Faydherbe de enige beeldhouwster uit de zeventiende eeuw in de Zuidelijke Nederlanden die haar houten en albasten sculpturen signeerde en monogrammeerde.

## Werk
Maria Faydherbe creëerde voornamelijk kleine heiligenbeeldjes voor de commerciële handel, maar ze onderscheidde zich van de traditionele Mechelse massaproductie van popachtige devotiebeeldjes.
Een albasten Madonna met kind in de collectie van het Victoria and Albert Museum wordt aan Maria Faydherbe toegeschreven. Ook een bukshouten Madonna in de Brusselse Sint-Jan Baptist ten Begijnhofkerk is aan haar geattribueerd. Museum Hof van Busleyden heeft een 'Crucifix' van Maria Faydherbe in de collectie. Ze tekende deze 'Crucifix' met MARIA FAYDHERBE ME FECIT: Maria Faydherbe heeft me gemaakt. In 2023 werd een zeldzaam beeldje van Maria Faydherbe uit 1633 toegevoegd aan de collectie van Museum Hof van Busleyden, na een aankoop door de Koning Boudewijnstichting. Deze 'Madonna met kind' is het enige gedateerde werk van de kunstenares en is gemaakt van buxushout en zilver. In de collectie van het Ashmolean Museum bevindt zich een 'Madonna met kind' uit de periode 1630-1640. 

## Galerij

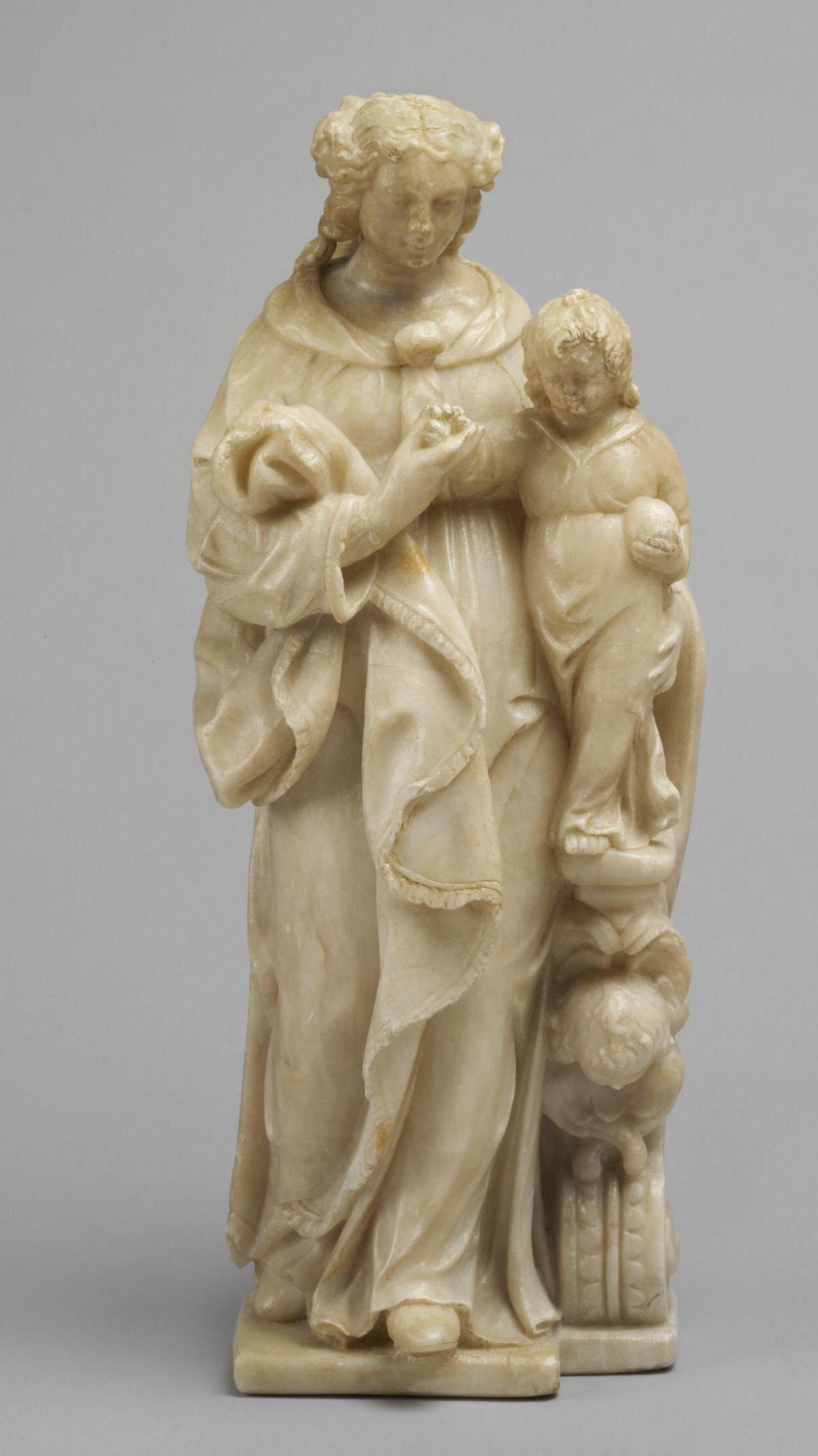
Maria Faydherbe, Maria met kind, eerste helft 17e eeuw, collectie Victoria & Albert Museum, inv. A.31-2013
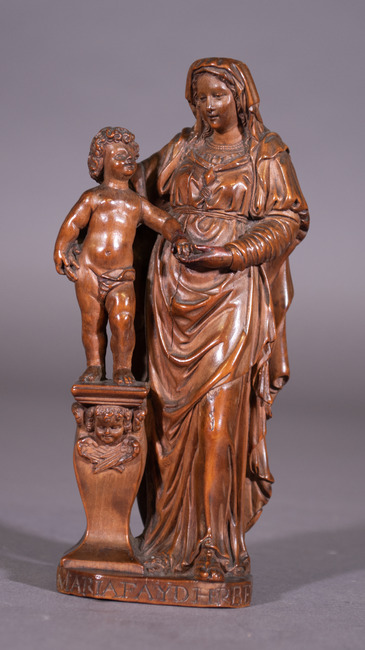
Maria Faydherbe, Maria met kind, collectie M Leuven, 1600-1610, inv. C/706
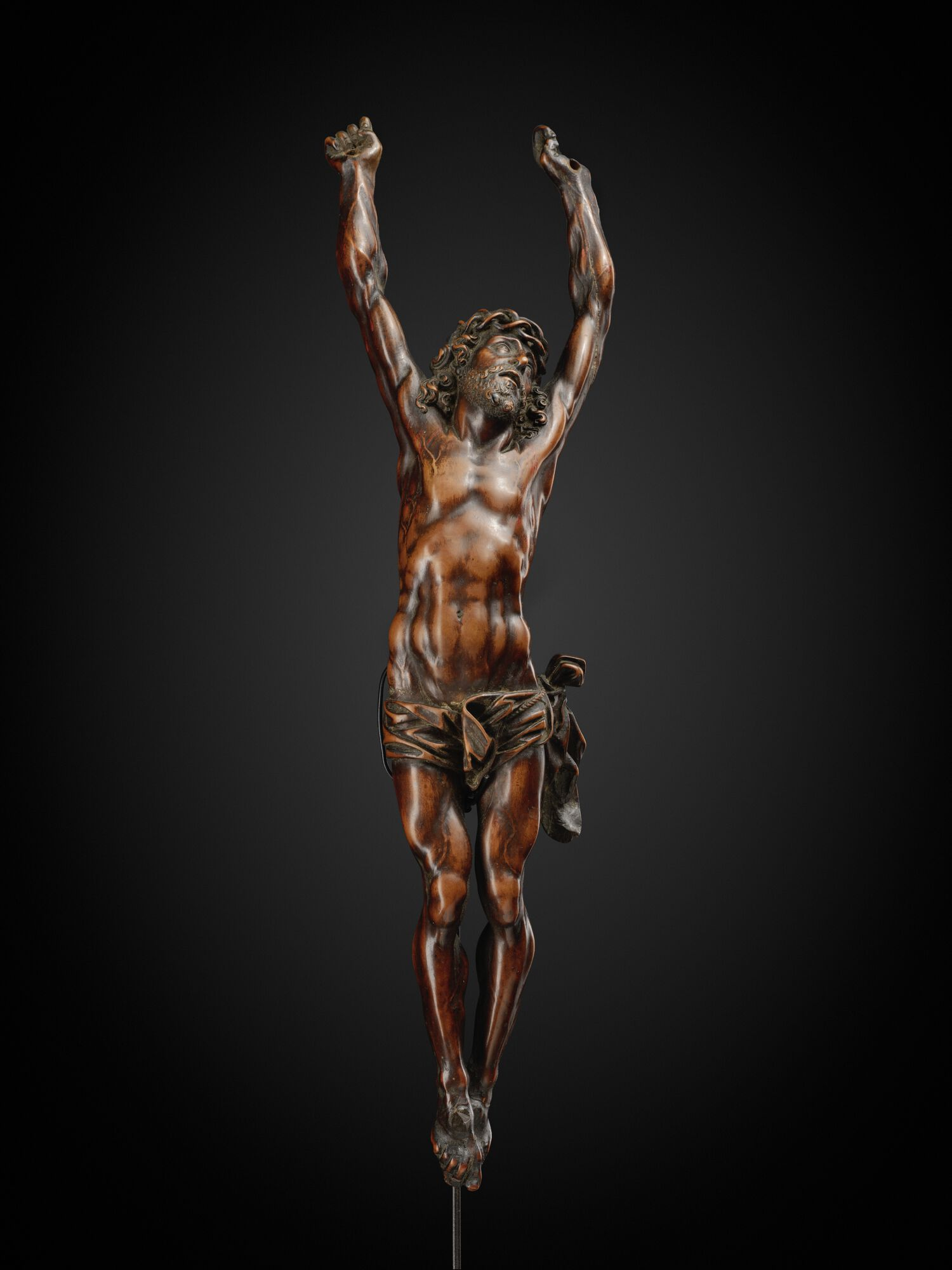
Maria Faydherbe, Crucifix, 1620-1635, collectie Museum Hof van Busleyden, beeld artinflanders.be, foto Cedric Verhelst, publiek domein
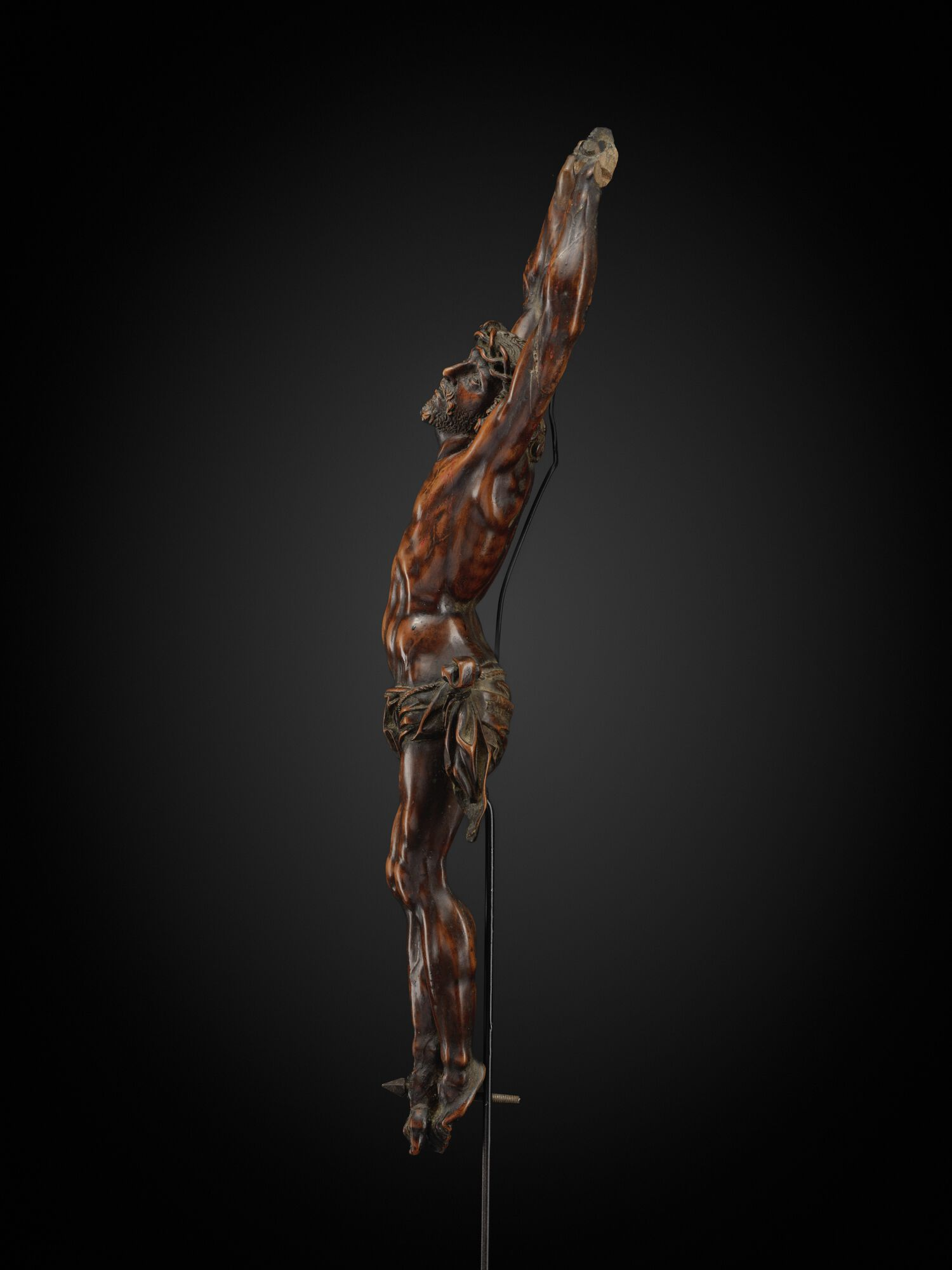
Maria Faydherbe, Crucifix, 1620-1635, collectie Museum Hof van Busleyden, beeld artinflanders.be, foto Cedric Verhelst, publiek domein
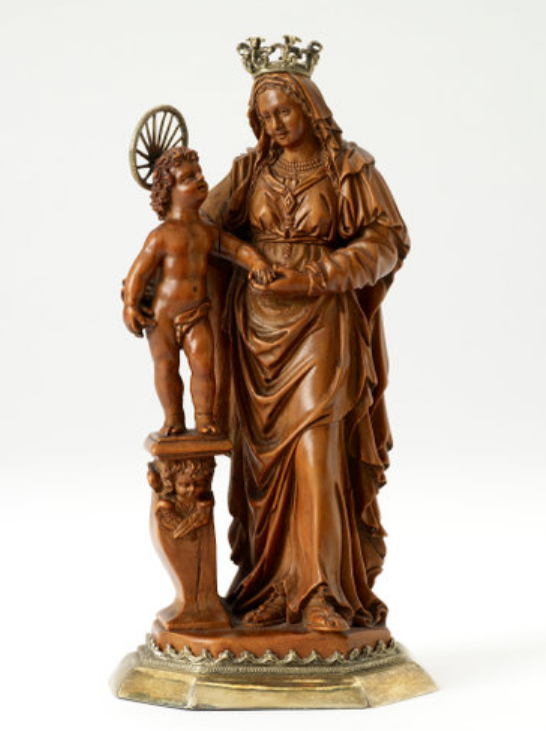
Maria Faydherbe, Maria met kind, c. 1630 - 1640, collectie Ashmolean, inv. WA2013.1.209

- Gemeinsame Normdatei: 1047910659
- International Standard Name Identifier: 0000 0000 6954 2730
- RKD-Nederlands Instituut voor Kunstgeschiedenis: 445909
- Union List of Artist Names: 500056748
- Virtual International Authority File: 96058940